# USATF Throws Fest 2022
Das USATF Throws Fest 2022 war eine Leichtathletik-Veranstaltung, die am 21. Mai 2022 im Roy P. Drachman Stadium in Tucson im US-Bundesstaat Arizona stattfand. Die Veranstaltung war Teil der World Athletics Continental Tour und zählt zu den Silber-Meetings, der zweithöchsten Kategorie dieser Leichtathletik-Serie.

## Resultate

### Männer

#### Stabhochsprung
| Platz | Athlet             | Land | Höhe (m) |
| ----- | ------------------ | ---- | -------- |
| 1     | Christopher Nilsen | USA  | 5,80     |
| 2     | Luke Winder        | USA  | 5,70 PB  |
| 3     | Nate Richartz      | USA  | 5,70 =PB |
| 4     | Tray Oates         | USA  | 5,70 =PB |
| 5     | Jacob Wooten       | USA  | 5,60     |
| 6     | Jorge Luna         | MEX  | 5,50 =SB |
| 7     | Audie Wyatt        | USA  | 5,35 =SB |
| 8     | James Steyn        | NZL  | 5,35 SB  |
| 9     | Nathan Filipek     | CAN  | 5,20     |
|       | Andrew Irwin       | USA  | NMH      |

#### Weitsprung
| Platz | Athlet          | Land | Weite (m) |
| ----- | --------------- | ---- | --------- |
| 1     | Marquis Dendy   | USA  | 8,10 w    |
| 2     | Lazar Anić      | SRB  | 7,71      |
| 3     | Adrian King     | USA  | 7,51 =SB  |
| 4     | Abraham Seaneke | GHA  | 7,26      |

#### Kugelstoßen
| Platz | Athlet                | Land | Weite (m) |
| ----- | --------------------- | ---- | --------- |
| 1     | Tomas Walsh           | NZL  | 21,60 SB  |
| 2     | Jordan Geist          | USA  | 21,14 SB  |
| 3     | Darrell Hill          | USA  | 20,98     |
| 4     | Roger Steen           | USA  | 20,92 PB  |
| 5     | Chukwuebuka Enekwechi | NGR  | 20,76     |
| 6     | Payton Otterdahl      | USA  | 20,26     |
| 7     | Andrew Liskowitz      | USA  | 20,05     |
| 8     | Nikolaos Skarvelis    | GRC  | 19,55 SB  |
| 9     | Uziel Muñoz           | MEX  | 19,49     |
| 10    | T'Mond Johnson        | USA  | 19,39     |
| 11    | Eldred Henry          | IVB  | 18,13     |

#### Diskuswurf
| Platz | Athlet            | Land | Weite (m) |
| ----- | ----------------- | ---- | --------- |
| 1     | Sam Mattis        | USA  | 68,69 PB  |
| 2     | Andrew Evans      | USA  | 66,74 PB  |
| 3     | Ralford Mullings  | JAM  | 63,75     |
| 4     | Josh Syrotchen    | USA  | 63,10     |
| 5     | Legend Boyesen    | USA  | 61,52 SB  |
| 6     | Brian Williams    | USA  | 61,46     |
| 7     | Joseph Brown      | USA  | 61,22     |
| 8     | Kord Ferguson     | USA  | 61,08     |
| 9     | David Blair       | USA  | 59,06     |
| 10    | Darian Brown      | USA  | 57,17     |
| 11    | Marcus Gustaveson | USA  | 52,78     |

#### Hammerwurf
| Platz | Athlet              | Land | Weite (m) |
| ----- | ------------------- | ---- | --------- |
| 1     | Rudy Winkler        | USA  | 78,51     |
| 2     | Diego del Real      | MEX  | 78,26 SB  |
| 3     | Daniel Haugh        | USA  | 77,94 SB  |
| 4     | Sean Donnelly       | USA  | 77,50 PB  |
| 5     | Alex Young          | USA  | 74,85     |
| 6     | Denzel Comenentia   | NED  | 74,84     |
| 7     | Adam Keenan         | CAN  | 74,75     |
| 8     | Vlad Pavlenko       | USA  | 72,54     |
| 9     | Brock Eager         | USA  | 72,45     |
| 10    | Joe Ellis           | USA  | 71,94     |
| 11    | Morgan Shigo        | USA  | 71,86     |
| 12    | José Manuel Padilla | MEX  | 70,68     |
|       | Nick Miller         | GBR  | NM        |

#### Speerwurf
| Platz | Athlet          | Land | Weite (m) |
| ----- | --------------- | ---- | --------- |
| 1     | Tim Glover      | USA  | 82,81 SB  |
| 2     | Curtis Thompson | USA  | 81,22     |
| 3     | David Carreón   | MEX  | 78,92     |
| 4     | Donavon Banks   | USA  | 78,14     |
| 5     | Carlos Armenta  | MEX  | 77,28 SB  |
| 6     | Ethan Shalaway  | USA  | 76,64     |
| 7     | Michael Shuey   | USA  | 75,25     |
| 8     | Brett Thompson  | USA  | 74,35     |
| 9     | Sam Hardin      | USA  | 69,99     |
| 10    | Justin Carter   | USA  | 65,13     |
| 11    | Nick Howe       | USA  | 56,53     |

### Frauen

#### Stabhochsprung
| Platz               | Athletin      | Land | Höhe (m) |
| ------------------- | ------------- | ---- | -------- |
| 1                   | Olivia Gruver | USA  | 4,55     |
| 2                   | Kortney Ross  | USA  | 4,30     |
|                     | Karlee Fowler | USA  | NMH      |
| Jacqueline Williams | USA           | NMH  |          |
| Robin Bone          | CAN           | NMH  |          |

#### Weitsprung
| Platz | Athletin         | Land | Weite (m) |
| ----- | ---------------- | ---- | --------- |
| 1     | Ese Brume        | NGR  | 6,72      |
| 2     | Aliyah Whisby    | USA  | 6,41      |
| 3     | Kate Hall        | USA  | 6,38 w    |
| 4     | Yanis David      | FRA  | 6,38      |
| 5     | Jasmine Todd     | USA  | 6,29      |
| 6     | Jessica Barreira | POR  | 6,29      |

#### Kugelstoßen
| Platz | Athletin            | Land | Weite (m) |
| ----- | ------------------- | ---- | --------- |
| 1     | Danniel Thomas-Dodd | JAM  | 19,53 SB  |
| 2     | Sarah Mitton        | CAN  | 19,47     |
| 3     | Jessica Ramsey      | USA  | 19,38 SB  |
| 4     | Jessica Woodard     | USA  | 18,54     |
| 5     | Magdalyn Ewen       | USA  | 18,50     |
| 6     | Portious Warren     | TTO  | 17,64     |
| 7     | Monique Riddick     | USA  | 17,64 SB  |
| 8     | Rachel Fatherly     | USA  | 17,36     |
| 9     | Raven Saunders      | USA  | 16,53     |
| 10    | Haley Teel          | USA  | 16,37     |
| 11    | Veronica Fraley     | USA  | 15,89     |

#### Diskuswurf
| Platz | Athletin         | Land | Weite (m) |
| ----- | ---------------- | ---- | --------- |
| 1     | Veronica Fraley  | USA  | 62,30 PB  |
| 2     | Chioma Onyekwere | NGR  | 60,90 SB  |
| 3     | Rachel Dincoff   | USA  | 59,16     |
| 4     | Trinity Tutti    | CAN  | 57,91     |
| 5     | Grayce French    | USA  | 57,01 PB  |
| 6     | Sarah Thorton    | USA  | 55,56 SB  |
| 7     | Emma Ljungberg   | SWE  | 54,31 SB  |
| 8     | Elena Bruckner   | USA  | 53,86     |
| 9     | Samantha Lenton  | AUS  | 51,60     |

#### Hammerwurf
| Platz | Athletin            | Land | Weite (m) |
| ----- | ------------------- | ---- | --------- |
| 1     | Janee' Kassanavoid  | USA  | 78,00 PB  |
| 2     | Brooke Andersen     | USA  | 77,75     |
| 3     | Lauren Bruce        | NZL  | 73,07     |
| 4     | Annette Echikunwoke | NGR  | 72,62     |
| 5     | Stamatia Skarvelis  | GRC  | 71,43 PB  |
| 6     | Gwendolyn Berry     | USA  | 70,98 SB  |
| 7     | Janeah Stewart      | USA  | 70,73     |
| 8     | Lara Boman          | USA  | 69,69     |
| 9     | Autavia Fluker      | USA  | 67,55     |
| 10    | Erin Reese          | USA  | 67,34     |
| 11    | Whitney Simmons     | USA  | 66,88 SB  |
| 12    | Oyesade Olatoye     | NGR  | 65,74 SB  |

#### Speerwurf
| Platz | Athletin                 | Land | Weite (m) |
| ----- | ------------------------ | ---- | --------- |
| 1     | Kara Winger              | USA  | 63,75 SB  |
| 2     | Avione Allgood-Whetstone | USA  | 58,90     |
| 3     | Ariana Ince              | USA  | 58,60     |
| 4     | Elizabeth Gleadle        | CAN  | 58,12     |
| 5     | Alizée Minard            | FRA  | 56,77     |
| 6     | Vanja Spaić              | BIH  | 54,82     |
| 7     | Rebekah Wales            | USA  | 51,83     |
| 8     | Ashley Pryke             | CAN  | 49,56     |
| 9     | Jada Green               | USA  | 47,22     |
| 10    | Riley Cooks              | USA  | 44,43     |
|       | Maggie Malone            | USA  | NM        |